# 蘇哈里基河
蘇哈里基河是俄羅斯的河流，位於堪察加半島，河道全長約88公里，流域面積747平方公里，河水主要來自融雪和雨水，是虹鱒和遠東紅點鮭的棲息地。